# Simulium griveaudi
Simulium griveaudi är en tvåvingeart som beskrevs av Ovazzar och Ovazza 1970. Simulium griveaudi ingår i släktet Simulium och familjen knott.
Artens utbredningsområde är Madagaskar. Inga underarter finns listade i Catalogue of Life.